# Піски (Миргородський район)
Пі́ски — село в Україні, у складі Заводської міської об'єднаної територіальної громади, що в  Миргородському районі Полтавської області. Населення становить понад 2200 осіб. Колишній орган місцевого самоврядування — Пісківська сільська рада.
Село вперше згадується 1092 року під назвою Песочень, сучасна назва від 1600 року.

## Географія

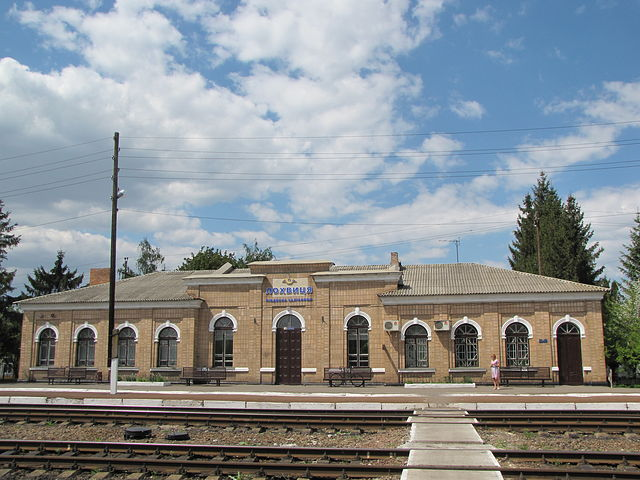
Станція Лохвиця (Південна залізниця)

Село Піски розташоване на лівому березі річки Сула, в місці впадання в неї річки Артополот. Вище за течією на відстані 2 км розташоване місто Заводське, нижче за течією на відстані 1 км розташоване село Пісочки, на протилежному березі — село Гаївщина. Річка в цьому місці звивиста, утворює лимани, стариці й заболочені озера. Через село проходить залізниця, станція Лохвиця.
На околиці села Піски в долині річок Артополот і Сула створено гідрологічний заказник місцевого значення «Артополот».
У селі Піски розташовані залишки колись більшого Карлового озера (координати: N50.372803, E33.454263). За місцевими переказами, з нього напився води кінь Карла XII, коли його військо йшло до Полтави.

## Історія
Село Піски розташоване на території Полтавської області у північно-східній частині України, на північному сході Лохвицького району в зоні лісостепу. Центр сільської Ради народних депутатів, якій підпорядковані села Шевченки і Яремівщина. Розташоване на березі річки Артополот, за 18 км від райцентру. Уперше згадується в літописі від 1092 року як Пісочень. Від середини XVII ст. входило в склад Лохвицької сотні, а від 1760, після її поділу на три сотні — до Янишпольської сотні з центром у с. Брисі; з 1781 року Піски — у склад Лохвицького повіту Чернігівського намісництва, 1796 — Малорос., 1802 — Полтавської губернії. За переписом 1859 у Пісках було (село власницьке й козацьке) 546 дворів, 3296 жителів, жіноче населення становило 1657 осіб, а чоловіче 1639 особи. У селі було 7 заводів та одна православна церква — мурована Успенська церква (1818 р). Під час селянської реформи 1861 належало графині Марії Комаровській.
У 1867—1879 роках через село прокладено залізничну лінію Кременчук — Бахмач. 1888 року в Пісках було 585 дворів, 3236 жителів. Діяло народне училище. У 1910 році Піски — центр волості. У селі було 772 двори, 4347 жителі, 25 вітряків, 6 кузень, 2 цегельні заводи, 31 крамниця, народне училище і церковно-парафіяльна школа.
У січні 1918 року село захопили більшовики. Під час боротьби з Денікіним 1919 року в селі діяв підпільний партизанський штаб. 1920 року створено комнезам. Від 1923 року Піски — центр сільради Лохвицького р-ну Роменського округу з населенням 4707 жителів. Створено буряківниче кредитне товариство. 1929 року в Пісках організовано комуну ім. К. Маркса, 1931 року створено два колгоспи: «Правда» й ім. Г. К. Орджонікідзе, які 1950 року об'єдналися в одне господарство — колгосп ім. Г. К. Орджонікідзе. Під час нацистської окупації (14.09.1941—14.09.1943) гітлерівці вивезли на примусові роботи в Німеччину 244 осіб, розстріляли 10 осіб. 1960 року колгосп став відділком радгоспу Лохвицького цукрокомбінату (вирощував насіння цукрових і кормових буряків). На території села діяли Лохвицька районна нафтобаза, Лохвицький районний паливний склад, асфальтобетонний завод, перевалочний пункт Лохвицької заготконтори, відділення зв'язку, середня школа, дільнична лікарня, будинок культури на 300 місць, бібліотека, їдальня. За переписом 1989 року в Пісках проживало 3044 чоловік.

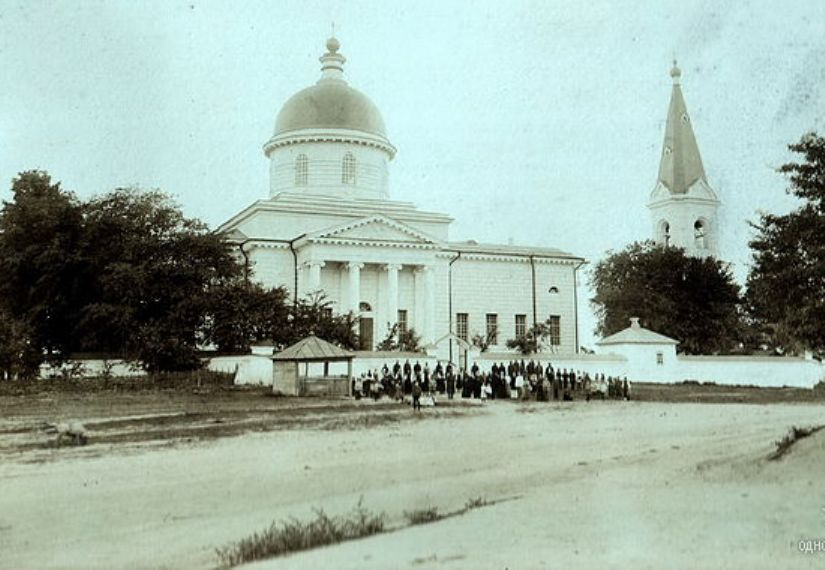
Успенська церква (1818 р)
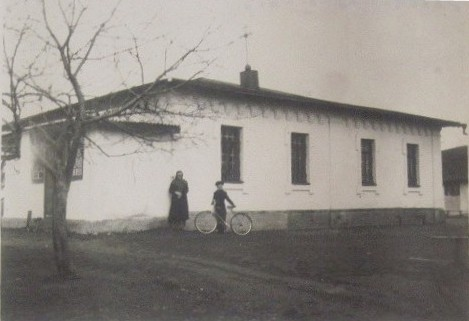
Церква Успіння Пресвятої Богородиці (1961 р)
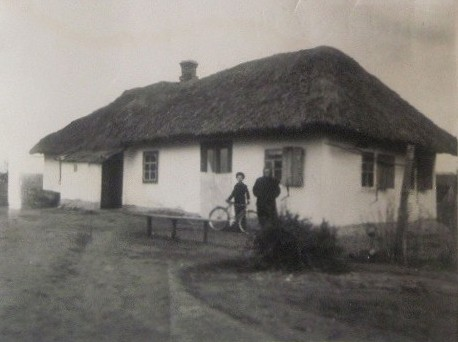
Будинок священика о. Никона Шиприкевича (1956 −1966 рр)
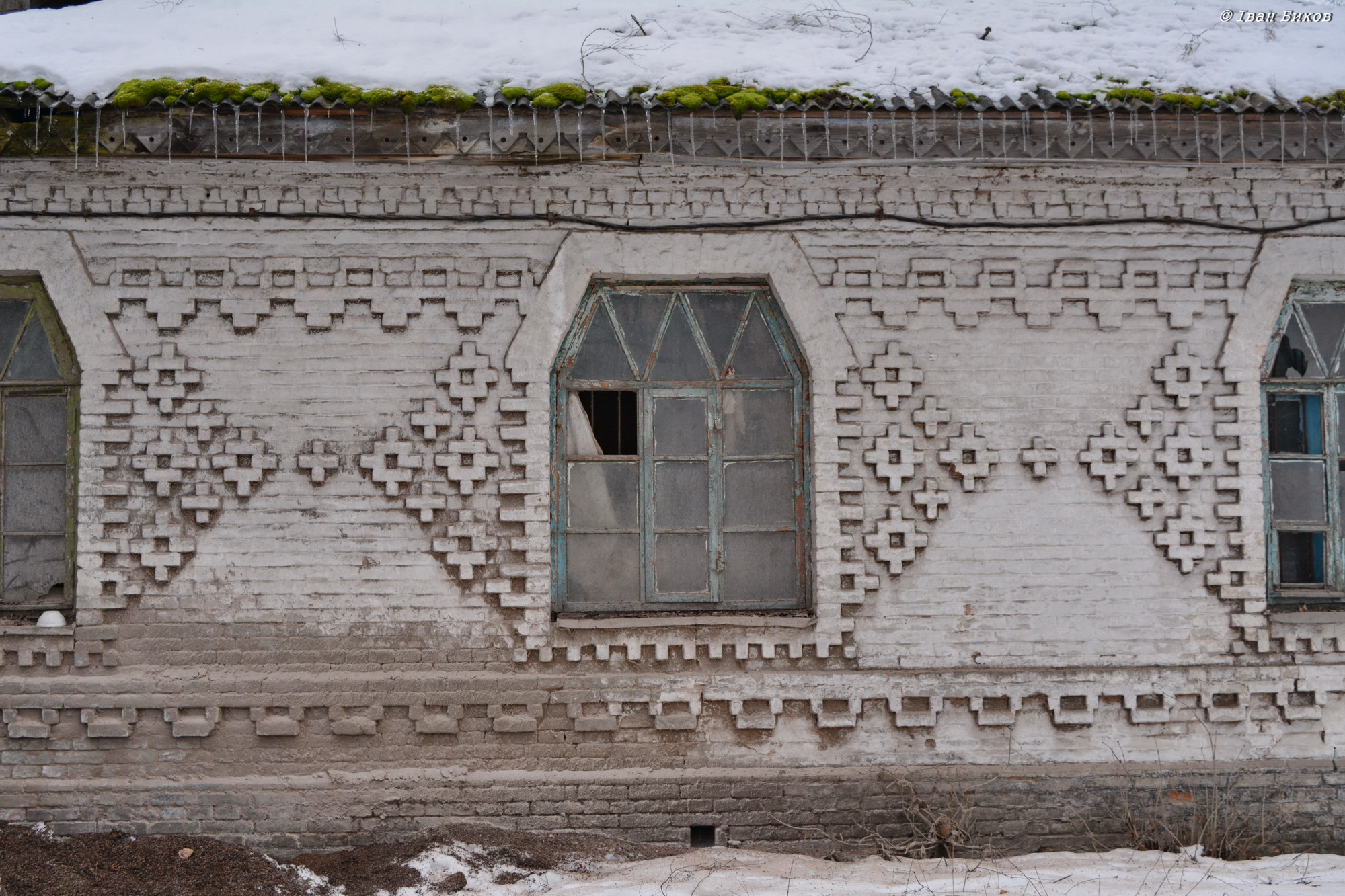
Земська школа у Пісках. Декор головного фасаду.

## Сучасний стан
Сьогодні на території села діють: ТОВ АФ «ЧБГ», Пісківська загальноосвітня школа І-ІІІ ступенів, відділення зв'язку, Пісківська амбулаторія загальної практики сімейної медицини, аптека, будинок культури на 400 місць, бібліотека, дитячий садок.

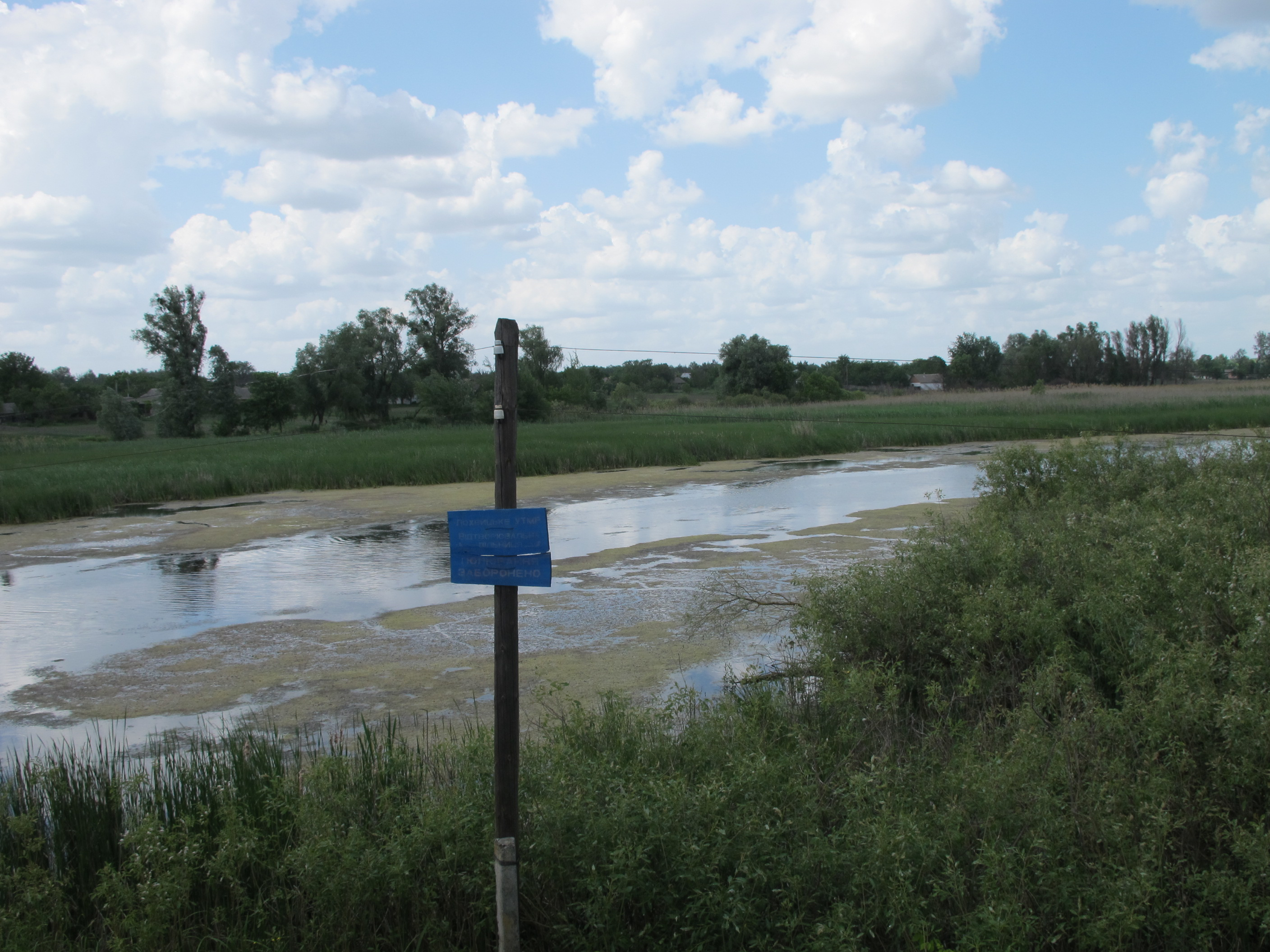
Річка Артополот у Пісках
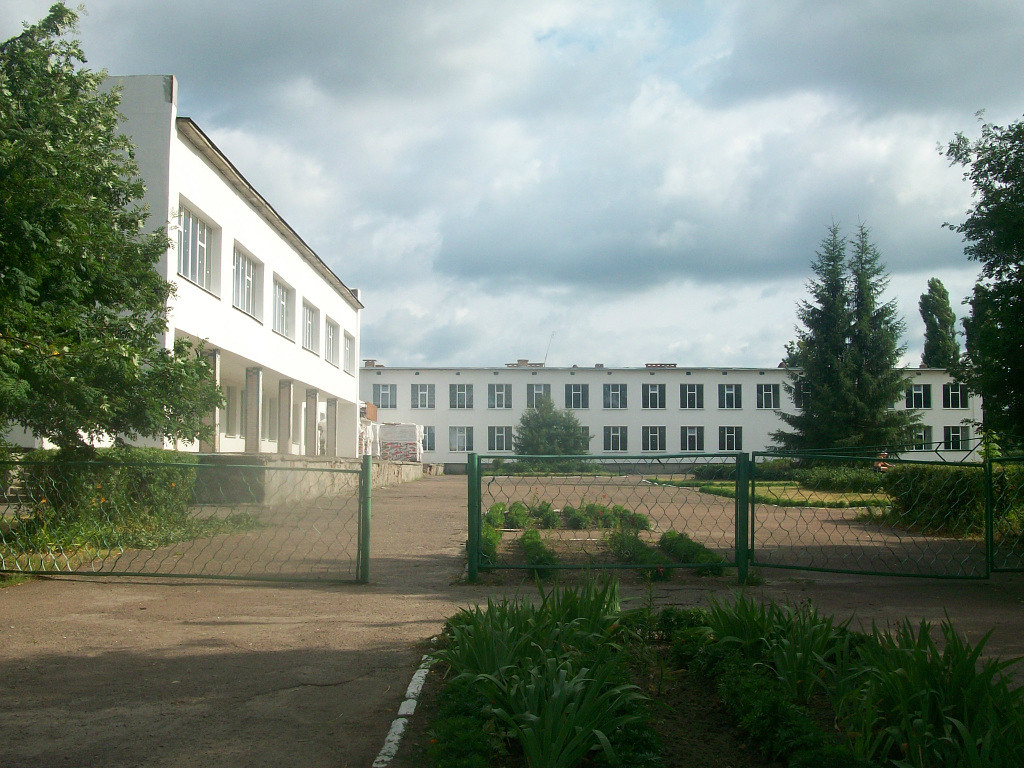
Пісківська ЗОШ І - ІІІ ступенів
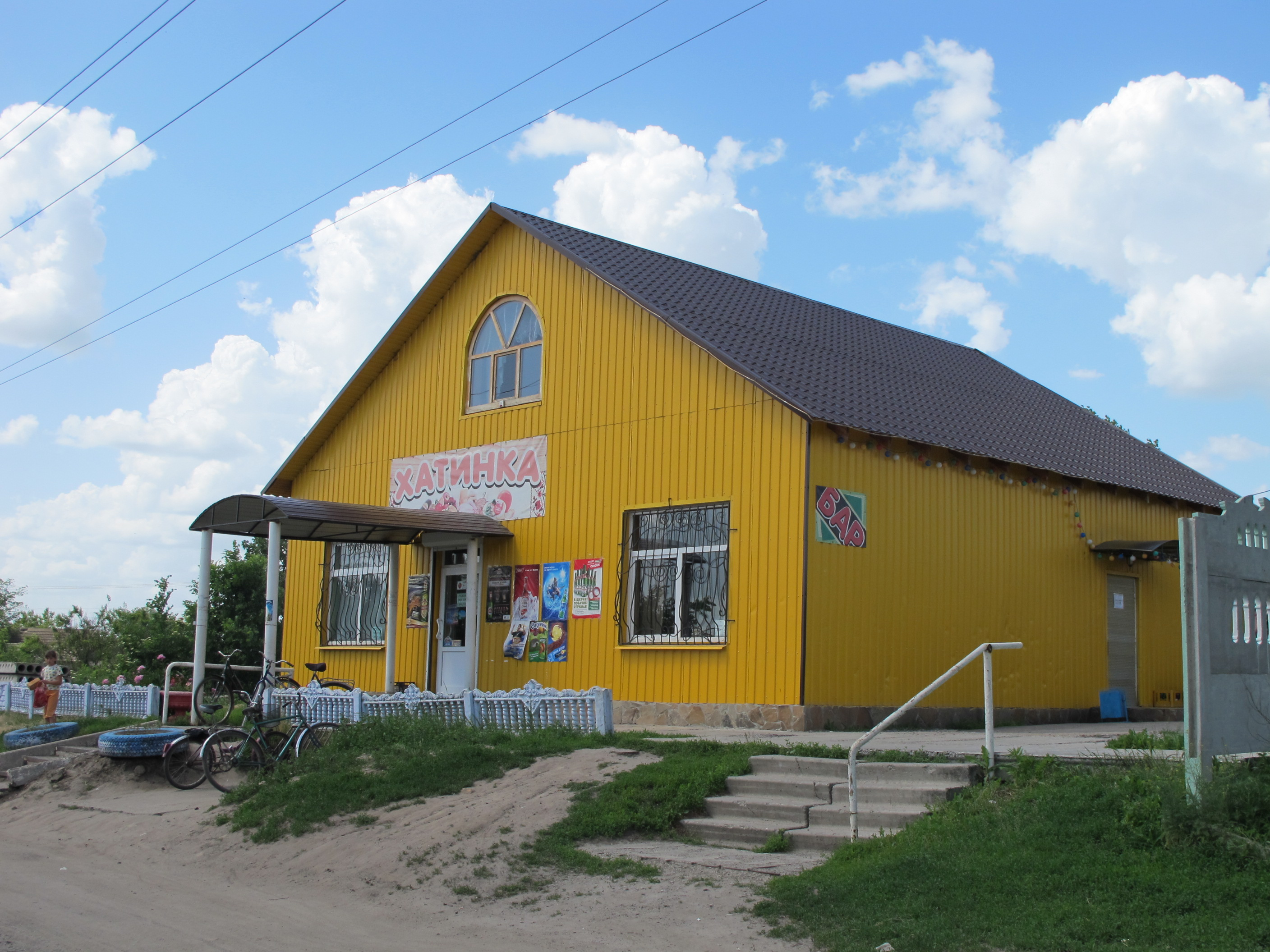
Магазин «Хатинка»

## Пам'ятки

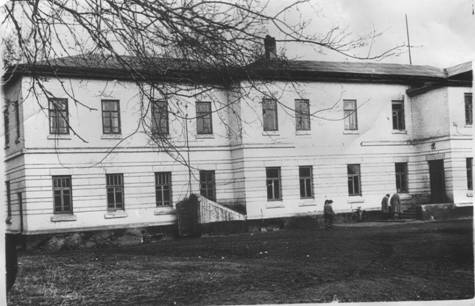
Маєток пана Галагана

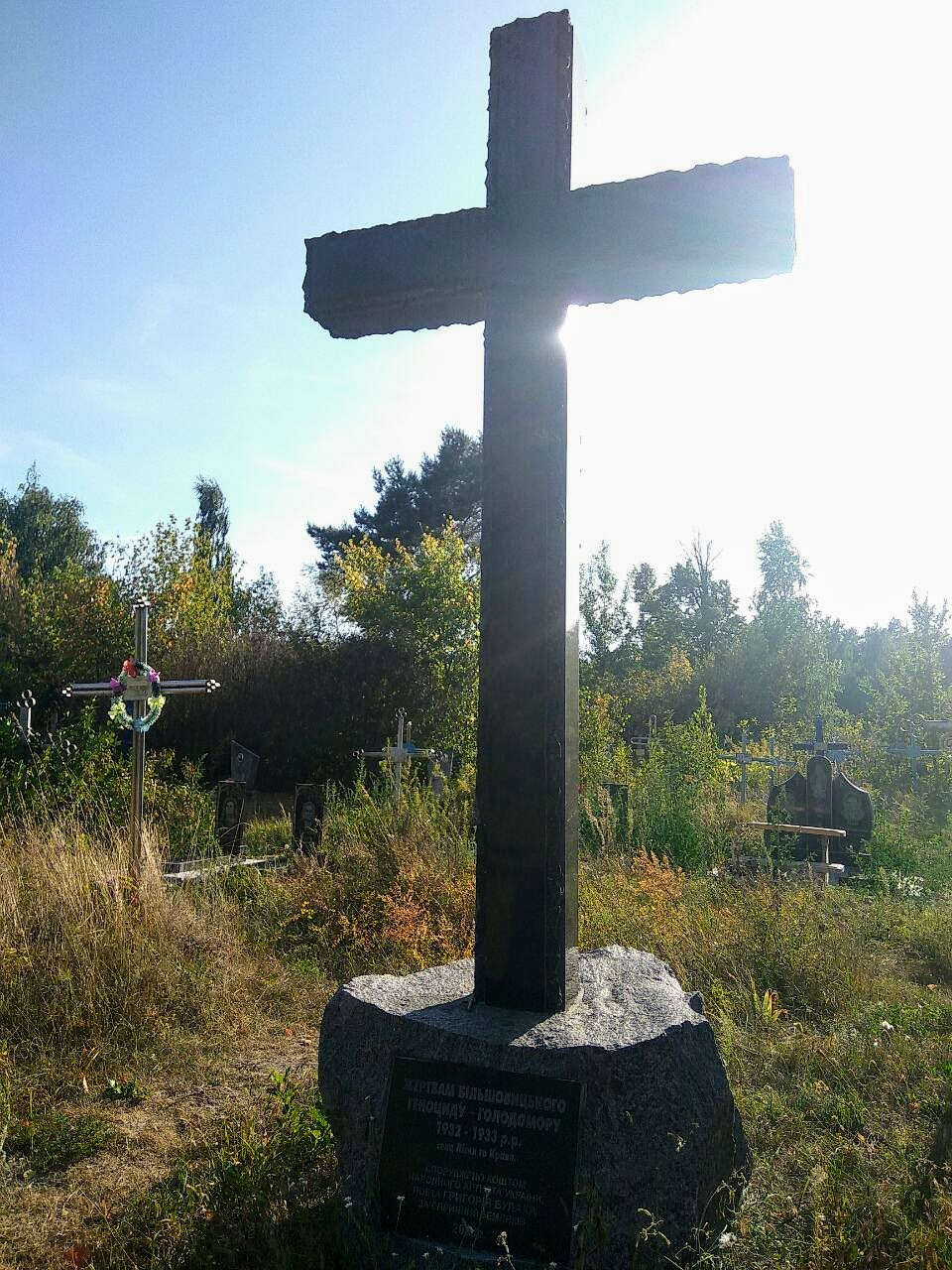
Місце поховання та пам’ятний знак жертвам Голодомору., Піски

У Пісках встановлено: обеліск на братській могилі радянських воїнів, полеглих під час оборони 1941 і визволення 1943 села від німецько-нацистських загарбників; 1975 р. — пам'ятний знак односельцям, що загинули (259 чол.) на фронтах Другої Світової війни; 2008 р. — пам'ятний знак односельцям — жертвам голодомору 1932—1933 років.
Пам'ятка архітектури — будинок колишньої земської школи Лохвицького земства, збудований у 1912-13 роках за проектом видатного архітектора Опанаса Сластіона. На жаль, місцева влада не приділяє уваги цій школі і вона поступово, але неухильно руйнується.
Пам'ятка археології — залишки літописного міста Пісочень, згаданого в 1092 році.
Біля с. Шевченки — 7 курганів.
На території Пісківської сільської ради знаходиться гідрологічний заказник «Артополот».

## Гімн села
Слова Піддубної Оксани Олексіївни
Ми народились в Україні

У мальовничому селі

Де ранки росами умиті

Чарують співом солов'ї

Приспів:

Тут серцю рідне все і миле

І хата, й стежка і садок

І кущ калини, і криниця,

За огородами ставок,

Ми любимо село своє,

Неначе матінку дитина,

Любов нам сили додає,

Бо ти — частинка України

Пройдися стежкою у поле,

Як сонце, соняхи горять.

Хліба на нивах колосяться,

На луках трави шелестять

Приспів:

Минуле в тебе є й майбутнє,

Бо добрі люди тут живуть.

Працюють, трудяться на славу

І Батьківщину бережуть.

Приспів

## Відомі люди
- Климач Юрко Олександрович -підполковник Армії УНР.[2]
- Молодожоненко Олексій Андрійович — козак Окремого кінно-гарматного дивізіону Армії УНР.
- Мироненко Кузьма Давидович — штабіст 4-ї Київської дивізії Армії УНР.
- Усенко Євген Іванович — Герой Радянського Союзу (1944), нагороджений Орденом Леніна, Орденом Вітчизняної війни, Орденом Червоного Прапора, Медаллю «За бойові заслуги».
- Шульга Василь Павлович — Герой Радянського Союзу (1945)
- Матвієнко Микола Юхимович — Герой Радянського Союзу (1940)
- Булах Григорій Іванович — Народний артист України, український письменник, перекладач.
- Божко Федір (* 7 червня 1893 — † 12 грудня 1921, Харків) — ад'ютант оперативного відділу 2-ї Запорозької дивізії, заступник командира і тимчасовий виконувач обов'язків командира Окремого кінного партизанського дивізіону ім. П. Болбочана, заступник командира полку Чорних запорожців.
- Кривобок Єлисей Прохорович - (27.06.1892 - 21.10.1964 США, Арізона, м. Фінікс) -  хорунжий армії УНР